# Мери Стјуарт (списатељица)
Мери, Лејди Стјуарт (пуно име Mary Florence Rainbow; 17. септембар 1916 – 9. мај 2014) је била британска списатељица романа која је развила жанр романтичне мистерије, са паметним јунакињама авантуристичког духа у главној улози, које су могле саме да се носе са опасним ситуацијама. Писала је такође и књиге за децу и поезију, али је можда најпознатија по серијалу трилогије Мерлин, која је на граници између историјског романа и фантастике.

## Младост и образовање
Мери Флоренс Елинор Рејнбоу је рођена 17. септембра 1916. године у граду Сандерланд (грофовија Дарам) у Енглеској, као ћерка Мери Едит Метјуз, учитељице у основној школи са Новог Зеланда, и Фредерика Алберта Рејнбоуа, викара. 
Била је бистро дете и похађала је „Еden Hall” интернат у Пенриту (грофовија Камбрија), са осам година. Тамо је била малтретирана и изјавила је да је то имало трајне последице на њу. Са десет година добила је стипендију за „Skellfield School” у Рипону, грофовија Јоркшир, где је била сјајна у спорту. Од понуђених места на универзитетима у Оксфорду, Кембриџу и Дараму, изабрала је Дарам јер је нудио највећу стипендију и укључивао најмање путовања.
Дипломирала је на Универзитету у Дараму 1938. године са највишим успехом из енглеског језика. Наредне године добила је првокласну диплому за наставника енглеског језика и уметности, а 1941. године је магистрирала.

## Академско подучавање
Стјуарт је имала разне послове током Другог светског рата, укључујући подучавање у основној школи, подучавање у оквиру средњег образовања у женском интернату и хонорарно подучавање у делу школе у Дараму за средњошколске ученике завршних разреда.  Између 1941. и 1956. године, била је асистент (1941-1945) и хонорарни професор (1948-56) енглеске књижевности, углавном англосаксонске на Универзитету у Дараму. Добила је почасно звање доктора књижевности 2009. године. У Дараму је упознала и удала се за свог мужа Фредерика Стјуарта, младог Шкота који је предавао геологију. Постала је позната као Мери Стјуарт.
Пар се преселио за Единбург 1956. године. Мери је, по сопственим речима, била „рођена приповедачица” и писала је приче од своје треће године. Након пресељења у Шкотску, послала је роман издавачима Hodder и Stoughton. Роман Госпођо, хоћете ли проговорити? је брзо постао познат, праћен многим другим успешним делима током година. 

## Списатељска каријера
Стјуарт је била најпродаванија ауторка многих љубавних романа пуних неизвесности и романа историјске фикције. Били су добро примљени од стране критичара, посебно због њеног вештог приповедања и елегантне прозе. Њени романи су такође познати по добро осмишљеним поставкама. Многима је радња смештена у Енглеској али и на локацијама као што су Дамаск и грчка острва, као и у Шпанији, Француској, Аустрији, итд.
Била је на врхунцу своје популарности од касних 1950-их до 1980-их, када су многи њени романи преведени на друге језике. Један од њених најпопуларнијих романа, Месечеве преље, је такође адаптиран у живи филм Волта Дизнија. Стјуарт је била једна од најистакнутијих писаца под‌жанра љубавних романа пуних неизвесности, мешајући љубавне романе и мистерију. Из угла критичара, њена дела се сматрају супериорнијима од дела других признатих писаца љубавних романа пуних неизвесности, као што су Викторија Холт и Филис Витни. Она је беспрекорно комбиновала ова два жанра, одржавајући потпуну мистерију док се фокусирала на удварање између двоје људи , тако да процес решавања мистерије омогућава да се „осветли” личност јунака – што јунакињи помаже да се заљуби у њега. 
Крајем 1960-их, нова генерација младих читалаца оживела је читалачку публику у роману Краљ бивши и будући, аутора Т.Х. Вајта (објављеног у целости 1958. године) и Господара прстенова (објављеног у целости 1956. године), и као резултат тога, артуријанске и херојске легенде су поново стекле популарност међу читаоцима. Мери Стјуарт је потпомогла овој клими објављивањем Кристалне пећине (1970), првог романа у ономе што је постала Мерлинова трилогија, која је касније проширена за још два романа. Ове књиге су Стјуартову пуно пута ставиле на листу најбоље продаваних аутора током 1970-их и 80-их.

## Приватан живот
Мери Стјуарт је упознала и удала се за свог мужа, Фредерика Стјуарта, младог шкотског професора геологије, док су обоје радили на Универзитету у Дараму. Њен отац их је венчао у септембру 1945. године након што су се упознали на плесу поводом краја Другог светског рата. Њихова веридба је била објављења у часопису The Times само месец дана након што су се упознали.  Са 30 година имала је ванматеричну трудноћу, која неколико недеља није била дијагностикована, и као последица тога није могла да има децу.
Године 1956, преселили су се у Единбург, где је њен муж постао професор геологије и минералогије, а касније и председник Одељења за геологију на Универзитету у Единбургу.
Године 1974, Мерин муж Фредерик Стјуарт био је проглашен витезом а она је постала Леди Стјуарт, иако никада није користила ту титулу. Њен муж је умро 2001. године.
У делимичној пензији, Стјуартова је живела у Единбургу као и близу Loch Awe. Као страствени баштовани, Мери и њен муж делили су љубав према природи. Такође је волела своју мачку Тори, црно-белу женку, која је живела 18 година.
Мери Стјуарт је умрла 9. маја 2014. године.Њен унос у Оксфордски речник националне биографије додат је 2022. године.

## Награде

### Жанр фантастике
| Награда                        | Дело                       | Резултат | Реф. |
| Frederick Niven Literary Award | Кристална пећина (1970)    | освојена |      |
| Mythopoeic Fantasy Award       | Кристална пећина (1970)    | освојена | х    |
| Mythopoeic Fantasy Award       | Пуста брда (1973)          | освојена | х    |
| Scottish Arts Council Award    | Лудо и звездани коњ (1974) | освојена |      |

### Жанр мистерије
| Награда               | Дело                      | Резултат   | Реф. |
| Agatha Award          | Животно дело              | освојена   | x    |
| Edgar Allan Poe Award | Ова тешка магија (1964)   | номинована |      |
| Edgar Allan Poe Award | Ваздух изнад земље (1965) | номинована |      |
| Gold Dagger Award     | Мој брат Мајкл (1961)     | номинована |      |

### Љубавни романи пуни неизвесности
- Госпођо, хоћете ли проговорити? (1955)
- Пожар у поноћ (1956)
- Гром на десној страни (1957)
- Девет кочија те чека (1958)
- Мој брат Мајкл (1959)
- Дрво бршљана (1961)
- Месечеве преље (1962), снимљен као Месечеве преље
- Ова тешка магија (1964)
- Ваздух изнад земље (1965)
- Габријелови пси (1967)
- Ветар са малих острва (1968)
- Не дирај мачку (1976)
- Thornyhold (1988)
- Олујни бурењак (1991)
- Колиба ружа (1997)

### Мерлинове хронике
1. Кристална пећина (1970)
2. Пуста брда (1973)
3. Последња чаролија (1979)
4. Рђав дан (1983)
5. Принц и ходочасник (1995)

### Романи за децу
- Мала метла (1971.) (адаптирано 2017. у анимирани филм Мери и вештичин цвет)
- Лудо и звездани коњ (1974.)
- Шетња по вучијој шуми (1980.)
- Замак опасности (1981.) — дечија верзија роман Девет кочија те чека (1958.)

### Поезија
- Мраз на прозору: и друге песме (1990) (збирка поезије)